# Sorex ornatus
Sorex ornatus — вид роду мідиць (Sorex) родини мідицевих.

## Поширення
Країни поширення: Мексика, США (Каліфорнія). Живе від рівня моря до 2080 м над рівнем моря. Його місцем існування є морські й прісноводні болота; низька, густа рослинність, прилегла до річок, озер і струмків; трав'янистих схили і чапараль, а іноді сусідні ліси.

## Загрози та охорона
Ізольовані популяції в Нижній Каліфорнії уразливі для вторгнення людини. Зустрічається в охоронних районах.